# Amajuba
Amajuba (englisch Amajuba District Municipality, zulu uMasipala wesiFunda Amajuba) ist ein Distrikt in der südafrikanischen Provinz KwaZulu-Natal. Der Sitz der Distriktverwaltung befindet sich in Newcastle.
Amajuba ist die Zulu-Wort mit der Bedeutung „ein Ort der Tauben“ („ein Ort des Friedens“).

## Lage
Der Distrikt befindet sich im Nordwesten der Provinz KwaZulu-Natal und grenzt dabei an die Nachbarprovinzen Freistaat und Mpumalanga. Im Osten liegt der Distrikt Zululand und im Süden uMzinyathi.

## Gliederung
Die Distriktgemeinde wird von folgenden Lokalgemeinden gebildet:
- Dannhauser
- eMadlangeni
- Newcastle

## Demografie
Nach der Volkszählung von 2011 hatte der Distrikt 499.839 Einwohner in 110.963 Haushalten auf einem Gebiet von 6910,51 Quadratkilometern. Davon waren 93,06 % schwarz, 3,41 % weiß, 2,63 % Indischstämmige und 0,69 % Coloureds.
Rund 40 Prozent der Bevölkerung waren um das Jahr 2006 mit HIV/Aids infiziert. Da in erster Linie die 20- bis 40-Jährigen betroffen waren, kommt es zu demografischen Disproportionen. In vielen Fällen zerbrechen Familien und hinterlassen als soziale Randgruppe die AIDS-Waisen.